# Madhubani
Madhubani là một thành phố và khu đô thị của quận Madhubani thuộc bang Bihar, Ấn Độ.

## Địa lý
Madhubani có vị trí 26°22′B 86°05′Đ / 26,37°B 86,08°Đ Nó có độ cao trung bình là 56 mét (183 feet).

## Nhân khẩu
Theo điều tra dân số năm 2001 của Ấn Độ, Madhubani có dân số 66.285 người. Phái nam chiếm 53% tổng số dân và phái nữ chiếm 47%. Madhubani có tỷ lệ 58% biết đọc biết viết, thấp hơn tỷ lệ trung bình toàn quốc là 59,5%: tỷ lệ cho phái nam là 67%, và tỷ lệ cho phái nữ là 49%. Tại Madhubani, 16% dân số nhỏ hơn 6 tuổi.